# Rétroviseur (magazine)
Pour les articles homonymes, voir Rétroviseur (homonymie).
 (mars 2015).
Rétroviseur est un magazine français, fondé en 1988, consacré à l'automobile ancienne et édité par Éditions LVA.

## Caractéristiques
- 12 n°/an
- 150 pages
- Prix 5,95 €

## Rubriques
- Le courrier des lecteurs
- (Ré)création
- Actualités
- Essai
- Dossier
- De rouille et d'or...
- Portrait
- Trajectoire
- Arts et métiers
- Catalogue (dé) raisonné
- Insolite
- La cote
- Carnet d'adresse
- Petites annonces

## Diffusion
Est détaillée ci-dessous la diffusion totale mensuelle moyenne par année.
| Année            | 2008   | 2009   | 2010   | 2011   | 2012   |
| ---------------- | ------ | ------ | ------ | ------ | ------ |
| Diffusion totale | 25 712 | 25 626 | 23 712 | 22 238 | 21 217 |